# Charles Alfred Bartlett

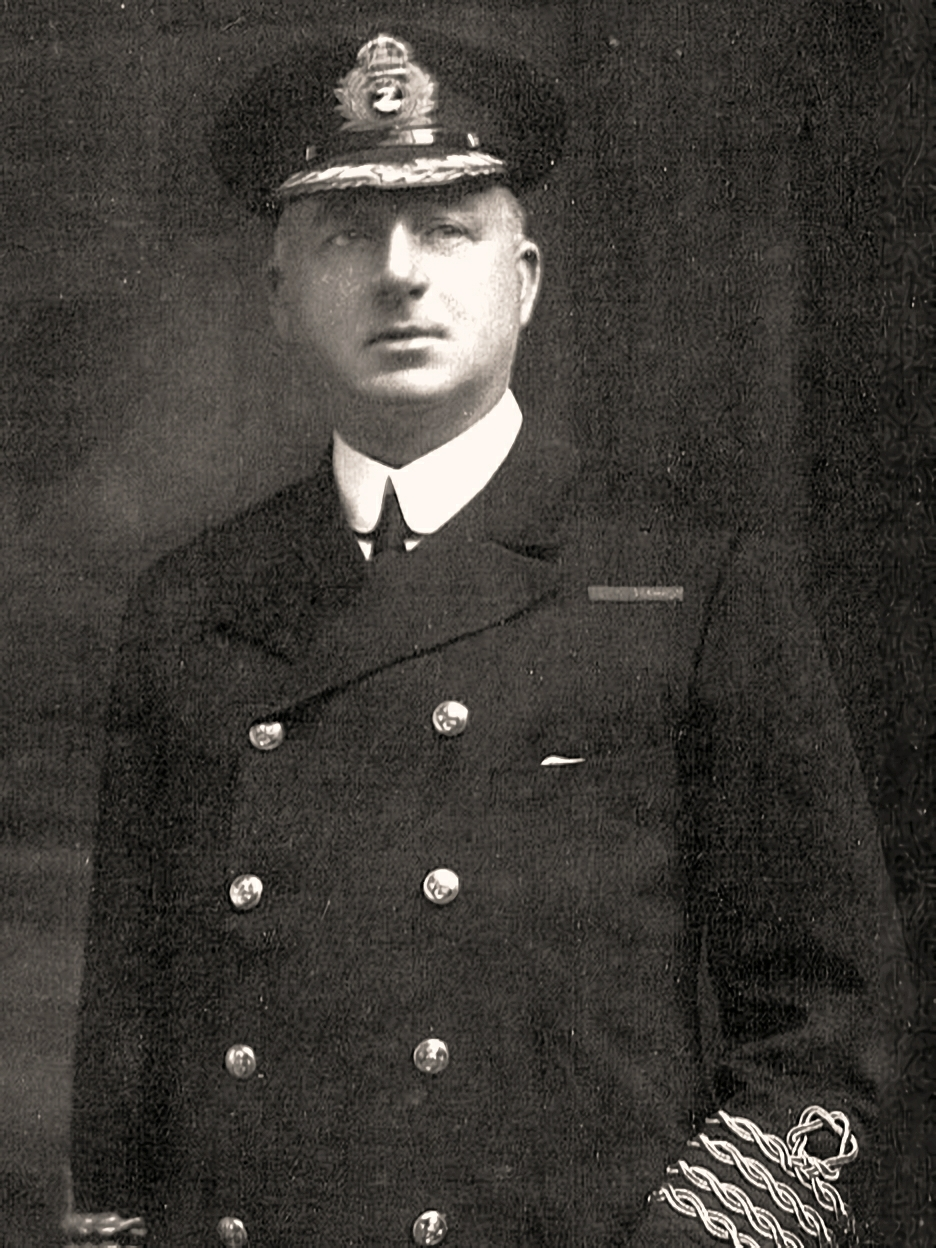
Charles Alferd Bartlett

Charles Alfred Bartlett (21 de agosto de 1868 — 15 de fevereiro de 1945) foi um marinheiro mercante e oficial da Royal Naval Reserve, que obteve a designação de capitão com a companhia de transporte marítimo White Star Line.
Nascido em Londres, Bartlett serviu por seis anos a Companhia de Navegação a Vapor Anglo–Indiana antes de se juntar à White Star Line em 1894. Ele foi nomeado como oficial na Royal Naval Reserve em 1893. Ele é mais lembrado por ter capitaneado o HMHS Britannic de 1915 a novembro de 1916, quando o navio foi afundado na Grécia por uma mina aquática. Bartlett era conhecido como "Iceberg Charlie" pela sua equipe, devido a sua suposta capacidade de detectar icebergs a quilômetros de distância. Ele se aposentou em 1931 e morreu aos 76 anos, numa casa de repouso em Waterloo, Merseyside, perto de Liverpool, no dia 15 de fevereiro de 1945.

## Na cultura popular
O capitão Bartlett foi interpretado por John Rhys-Davies no longa Britannic (2000). No entanto, no filme o nome dele está escrito como "Barrett".